# Imperialismo senil
Imperialismo Senil é um conceito ou teoria complementar a ideia clássica de imperialismo. Seu autor é Daniel Gluckstein, dirigente trotskista francês.
O conceito de "imperialismo senil" que dever ser entendido como complementar ao conceito de Lênin, diferenciado pelo contexto em que se apresenta. Enquanto Lênin escreve no início do século XX, quando a predominância do capital financeiro estava ainda se consolidando, Gluckstein escreve já no final daquele século, momento no qual as contradições próprias do capitalismo já se manifestavam de forma bem mais acentuada. O que este autor propõe, é que aquelas tendências já anunciadas por Lênin continuam válidas e se apresentam sob uma roupagem ainda mais perversa, na forma que denominou de “Imperialismo Senil”.
A ideia de "senilidade" do imperialismo calca-se na suposta impossibilidade desenvolvimento das forças produtivas, conforme o conceito de Trotsky. 
O sistema capitalista imperialista somente podia sobreviver transformando-se de um fase de transição para o um estagio superior. Segundo Gluckstein, este processo levou a esta fase, caracterizada por uma decomposição avançada do sistema, a total da expansão de todas as características fundamentais mais "reacionárias" do capitalismo. Ao mesmo tempo, este trasição leva ao avanço da barbárie. 
Esta teoria defende a ideia de que o maior obstáculo do sistema é da "classe de funcionamento" do mesmo, que não parou para lhe pôr impedimentos, com sua resistência, durante todo todo o século XX. A característica desta transição, até hoje,continua sendo indefinida por ambas as extremidades, conforme a fórmula de Rosa Luxemburgo "socialismo ou barbárie".